# Flatgrundet (vid Vättlax, Raseborg)
Flatgrundet är en ö i Finland.   Den ligger vid Vättlax i kommunen Raseborg i den ekonomiska regionen  Raseborg  och landskapet Nyland, i den södra delen av landet, 120 km väster om huvudstaden Helsingfors.